# Beware of the Dog!
| Recensione | Giudizio |
| ---------- | -------- |
| AllMusic   | [ 1 ]    |

Beware of the Dog! è il terzo album discografico (primo dal vivo e postumo) a nome di Hound Dog Taylor and the HouseRockers, pubblicato dall'etichetta discografica Alligator Records nel 1976.
Sul retrocopertina è scritto un breve ricordo del produttore e fondatore dell'etichetta Alligator Records, Bruce Iglauer -
Per ironia della sorte, Hound Dog Taylor non ha vissuto il tempo per veder pubblicato il suo primo album live. Egli morì di cancro a Chicago il 17 dicembre 1975 all'età di 59 anni. La musica, la copertina ed il titolo di quest'album sono esattamente come Hound Dog ed io originariamente volevamo, prima di sapere della sua malattia. Questo non vuol essere un memorial album, Hound Dog non avrebbe voluto ciò. Egli vorrebbe essere ricordato con la stessa irriverenza che ha messo nella sua musica, e nella sua vita. Come usava dirmi: quando morirò non fate un funerale, fate una festa.

## Tracce
Lato A
1. Give Me Back My Wig – 4:34 (Hound Dog Taylor) – Registrato dal vivo il 22-24 novembre 1974 al Smiling Dog Saloon di Cleveland, Ohio
2. The Sun Is Shining – 4:33 (Elmore James) – Registrato dal vivo il 22-24 novembre 1974 al Smiling Dog Saloon di Cleveland, Ohio
3. Kitchen Sink Boogie – 4:17 (Hound Dog Taylor, Brewer Phillips, Ted Harvey) – Registrato dal vivo il 18 gennaio 1974 al Northwestern University di Evanston, Illinois
4. Dust My Broom – 3:16 (Elmore James) – Registrato dal vivo il 22-24 novembre 1974 al Smiling Dog Saloon di Cleveland, Ohio
5. Comin' Around the Mountain – 3:57 (Tradizionale) – Registrato dal vivo il 22-24 novembre 1974 al Smiling Dog Saloon di Cleveland, Ohio

- Il brano Dust My Broom è generalmente attribuito a Robert Johnson

Lato B
1. Let's Get Funky – 5:08 (Hound Dog Taylor) – Registrato dal vivo il 22-24 novembre 1974 al Smiling Dog Saloon di Cleveland, Ohio
2. Rock Me – 4:04 (Tradizionale) – Registrato dal vivo il 22-24 novembre 1974 al Smiling Dog Saloon di Cleveland, Ohio
3. It's Allright – 4:04 (Hound Dog Taylor) – Registrato dal vivo il 22-24 novembre 1974 al Smiling Dog Saloon di Cleveland, Ohio
4. Freddie's Blues – 6:31 (Hound Dog Taylor) – Registrato dal vivo il 18 gennaio 1974 al Northwestern University di Evanston, Illinois

## Formazione
- Hound Dog Taylor - chitarra, voce
- Brewer Phillips - chitarra
- Brewer Phillips - chitarra solista (brano: Kitchen Sink Boogie)
- Ted Harvey - batteria
- Ted Harvey - voce (brano: Freddie's Blues)

Note aggiuntive
- Bruce Iglauer - produttore
- Brani A3 e B4, registrati dal vivo il 18 gennaio 1974 al Northwestern University di Evanston (Illinois) per la WXRT-FM di Chicago
- Ken Rasek - ingegnere delle registrazioni (brani: A3 e B4)
- Brani A1, A2, A4, A5, B1, B2 e B3, registrati dal vivo il 22-24 novembre 1974 al Smiling Dog Saloon di Cleveland (Ohio) per la WMMS-FM di Cleveland
- Richard Whittington - ingegnere delle registrazioni (brani: A1, A2, A4, A5, B1, B2 e B3)
- Mixato da Stu Black al Sound Studios di Chicago, Illinois
- Michael Vellan - fotografie copertina album
- Roger Harvey - design copertina album
- Michael Trossman - logo Alligator
- Ringraziamenti a: Roy Filson, Richard McLeese e Jan Loveland-Iglauer
- Ringraziamenti speciali a: Bob Koester (della Delmark Records)[3]